# Homogryllacris yunnana
Homogryllacris yunnana is een rechtvleugelig insect uit de familie Gryllacrididae. De wetenschappelijke naam van deze soort is voor het eerst geldig gepubliceerd in 2012 door Shi, Guo & Bian.